# المسجد الكبير (عنابة)
المسجد الكبير هو ثالث أكبر مسجد في الجزائر يتسع ل65 الف مصل [بحاجة لمصدر] بالإضافة إلى ساحة واسعة ومدرسة قرآنية ودارا للفتوى وقاعة للمحاضرات تتسع لـ2000 مقعد ومكتبة ومركزا تجاريا وفضاء للراحة حسب البطاقة التقنية لهذا المشروع.
يقع في مدخل مدينة عنابة قرب القطب الجامعي أحمد البوني المتخصصة في الطب والصيدلة والحقوق على الطريق الوطني 44 بمحاذاة حديقة التسلية فاروق لاند وجامعة سيدي عاشور.
للإشارة، تحتوي مدينة عنابة على معالم دينية كثيرة منها جامع الباي وسيدي إبراهيم بن تومي، حيث تعتبر هذه المساجد نقطة لقاء بين المشايخ والأئمة خاصة في شهر رمضان والمناسبات الدينية.

## المساحة
يتربع المسجد على مساحة إجمالية تقدر ب9.8 هكتارات، ويضم 4 مداخل جنوب، شمال، شرق، غرب.

## المئذنة والقباب
- علو المنارة 100 متر
- قبة بعلو 20 مترا

## المرافق
تضمنه العديد من المرافق الحيوية على غرار المصلى والمنارة التي يصل ارتفاعها حدود 100 متر ومحراب بعلو 20 مترا، إلى جانب مبنى للمكتبة ومبنيين للإيواء الطلبة إلى جانب مبنى مخصص للإدارة المسجد يحتوي على 10 مكاتب وقاعة للاجتماعات وأخرى متعددة الخدمات بمساحة قدرها 567 م2، ومحلات تجارية والتي هي عبارة عن محلات وقفية «حبوس» محيطة بالجامع وتتربع على مساحة 3 400 م2 وتعتبر مصدر دخل للمسجد، وسكنات وظيفية مخصصة للائمة والموظفين وتتمثل في 04 فيلات و 06 شقق وفيلا مخصصة للضيوف، هذا إضافة إلى موقف للسيارات على مساحة 1 220 م2، وقد دأب المهتمون بتصميم مخططات المسجد على ضرورة المحافظة على الطراز العربي الإسلامي المغاربي، كما يتخلل هذا المعلم الإسلامي مساحات خضراء على مساحة 02 هكتار تتخللها سلالم عملاقة وأحواض ونافورات ذات الطابع المغاربي الأصيل، وفضاءات للراحة

## مواضيع ذات صلة
- المرجعية الدينية الجزائرية
- الحزب الراتب